# Avenue Kamerdelle
L'avenue Kamerdelle (en néerlandais : Kamerdellelaan), est une voie bruxelloise de la commune d'Uccle.

## Origine du nom
Elle porte le nom d'un ravin, le Kamer ou Camer, qui fut autrefois la propriété de l'abbaye de la Cambre, mentionné dès 1531.